# Sayumi Michishige
Sayumi Michishige (道重さゆみ, Michishige Sayumi), née le 13 juillet 1989 à Ube (Yamaguchi, Japon) est une chanteuse et ex-idole japonaise du Hello! Project, actrice, modèle.
Elle fut membre du Hello! Project et du groupe féminin Morning Musume de 2003 à 2014, et leader du groupe à partir de 2012.

## Biographie
Sayumi Michishige débute mi-2003 au sein du Hello! Project, en rejoignant le populaire groupe de J-pop Morning Musume avec la "sixième génération" : Miki Fujimoto, Eri Kamei et Reina Tanaka. Elle participe en parallèle en 2004 au sous-groupe Morning Musume Otome Gumi, au groupe temporaire "shuffle unit" H.P. All Stars, au duo Eco Moni, et en 2009 à la nouvelle mouture de Zoku V-u-den. Elle forme aussi à partir de 2005 un duo informel avec Koharu Kusumi, en tant que "Shige-pink & Koha-pink", enregistrant quelques titres figurant sur des albums de Morning Musume. À partir de 2006, elle anime aussi des émissions de radio. Elle popularise une pose personnelle, imitant des oreilles de lapin accompagnée de l'exclamation "Usa-chan Peace".
Début 2012, elle est la vedette du drama Sūgaku Joshi Gakuen aux côtés des autres membres du Hello! Project. Le 18 mai 2012, à la suite du départ de Risa Niigaki, elle devient l'ainée des membres de Morning Musume et est nommée leader officiel du groupe. En octobre 2013, elle bat le record de durée de présence au sein du groupe précédemment détenu par Niigaki (dix ans et demi).
Le 29 avril 2014, elle annonce son départ prochain de Morning Musume (renommé pour cette année Morning Musume. '14), à l'issue du dernier concert de la tournée d'automne de 2014. Le 20 septembre suivant, au cours du premier live de la tournée Morning Musume ’14 Concert Tour Aki Give Me More Love au Harmony Hall Zama, elle annonce son futur retrait dans l’industrie du divertissement après son départ de Morning Musume et du Hello! Project pour une durée indéterminée ; elle a expliqué aux fans être fatiguée après avoir passé une large partie de sa vie dans le show business et qu'elle souhaite ainsi se ressourcer.
Le 26 novembre 2016, elle annonce sur son blog officiel son retour dans l'industrie du divertissement, pour printemps 2017 après deux ans de repos, un retour qui était quelques jours auparavant spéculatif,. Elle est intégrée au M-line club un mois plus tard.
Du 19 mars 2017 au 2 avril 2017, Sayumi tient son propre événement intitulé SAYUMINGLANDOLL ~Saisei~ (再生, renaissance) au Marunouchi Cotton Club à Tokyo. Elle décrit cet événement comme « une performance qui n'est ni un concert, ni un spectacle musical, ni un dîner ».
Le 12 juin 2017, elle est également présente (avec Yūko Nakazawa, une autre ancienne membre et doyenne des Morning Musume, ainsi qu'Ayaka Wada des Angerme), lors du dernier concert des C-ute pour remettre aux membres leur diplôme et des bouquets de fleurs.
Le 14 septembre 2017, lors du concert célébrant le 20e anniversaire de Morning Musume, Sayumi apparaît sur scène avec une ancienne collègue Reina Tanaka à la grande surprise des fans pour interpréter une chanson du groupe Ōkii Hitomi aux côtés des membres actuels de Morning Musume. '17 ; c'est la première fois pour le groupe que ses anciens membres remontent sur scène auprès de celui pour une performance.

## Famille
- Elle a une cousine Saho Michishige, membre de la 6e génération du groupe d'idoles Hōkago Princess.
- En janvier 2014, il est révélé que Sayumi Michishige est la descendante du prêtre bouddhiste Shinkyo Michishige (ja), qui serait son arrière-arrière-grand-père paternel[8].

## Groupes
Au sein du Hello! Project
- Morning Musume (2003-2014)

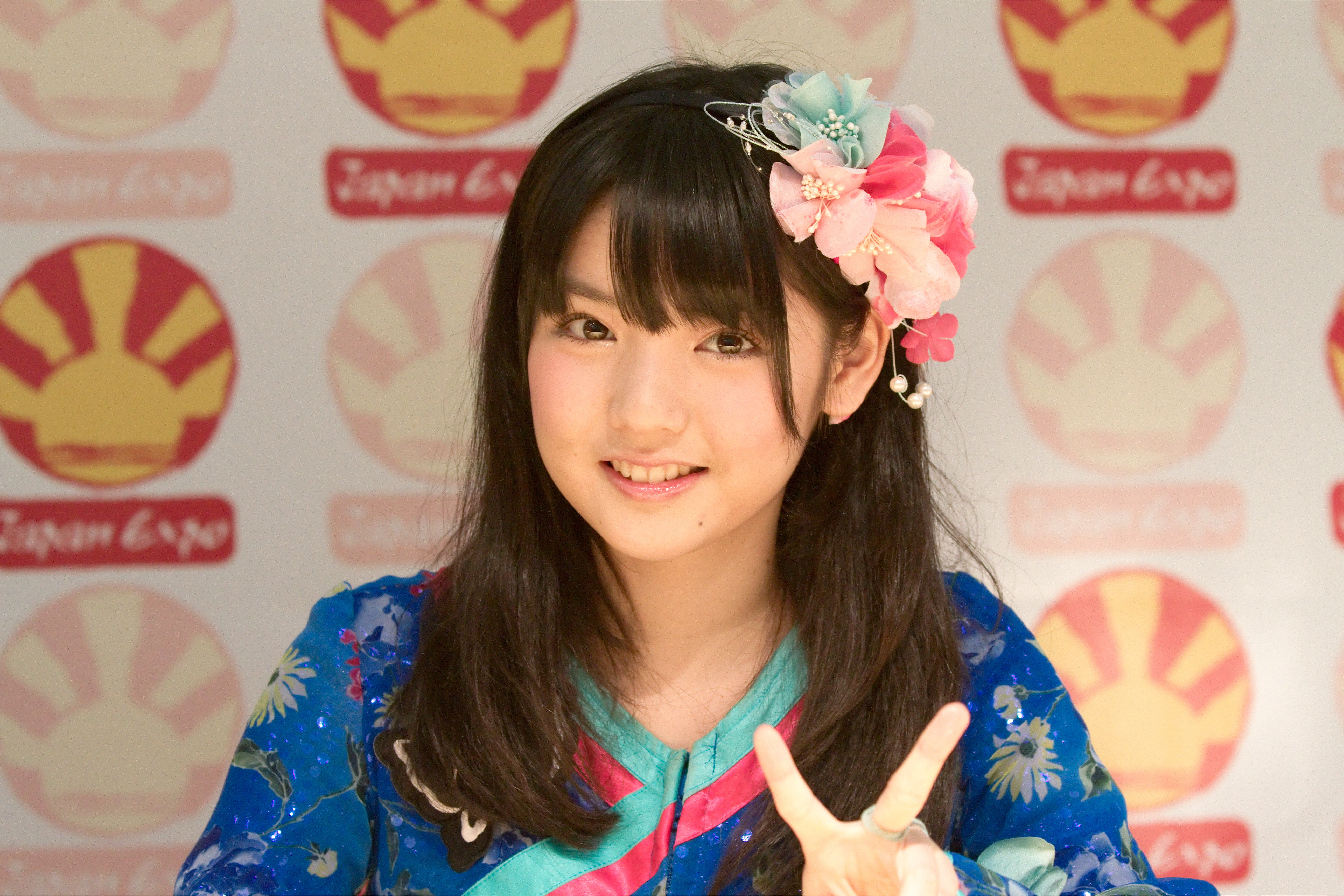
Sayumi Michishige pendant la séance de dédicaces de Japan Expo du samedi 3 juillet 2010

- Morning Musume Otome Gumi (2003-2004)
- Eco Moni (2004-2006)
- H.P. All Stars (2004)
- Hello! Project Akagumi (2005)
- Shige-pink & Koha-pink (2006-2009) (duo avec Koharu Kusumi)
- Wonderful Hearts (2006–2009)
- Zoku V-u-den (2009)
- Muten Musume (2010)
- Ganbarou Nippon Ai wa Katsu Singers (2011)
- Hello! Project Mobekimasu (2011)

## Discographie

### Avec Morning Musume
Albums
- 31 mars 2004 : Best! Morning Musume 2
- 8 décembre 2004 : Ai no Dai 6 Kan
- 15 février 2006 : Rainbow 7
- 13 décembre 2006 : 7.5 Fuyu Fuyu Morning Musume Mini! (mini album)
- 21 mars 2007 : Sexy 8 Beat
- 26 novembre 2008 : Cover You (reprises)
- 18 mars 2009 : Platinum 9 Disc
- 17 mars 2010 : 10 My Me
- 1er décembre 2010 : Fantasy! Jūichi
- 12 octobre 2011 : 12, Smart
- 12 septembre 2012 : 13 Colorful Character
- 25 septembre 2013 : The Best! ~Updated Morning Musume。~ (reprises)
- 29 octobre 2014 : 14 Shō ~The Message~

Mini-Album
- 27 février 2018 : Hatachi no Morning Musume (Morning Musume 20th)

(+ autres compilations du groupe)
Singles
- 30 juillet 2003 : Shabondama
- 6 novembre 2003 : Go Girl ~Koi no Victory~
- 21 janvier 2004 : Ai Araba It's All Right
- 12 mai 2004 : Roman ~My Dear Boy~
- 22 juillet 2004 : Joshi Kashimashi Monogatari
- 3 novembre 2004 : Namida ga Tomaranai Hōkago
- 19 janvier 2005 : The Manpower!
- 27 avril 2005 : Osaka Koi no Uta
- 27 juillet 2005 : Iroppoi Jirettai
- 9 novembre 2005: Chokkan 2 ~Nogashita Sakana wa Ōkiizo!~
- 15 mars 2006 : Sexy Boy ~Soyokaze ni Yorisotte~
- 21 juin 2006 : Ambitious! Yashinteki de Ii Jan
- 8 novembre 2006 : Aruiteru
- 14 février 2007 : Egao Yes Nude
- 25 avril 2007 : Kanashimi Twilight
- 25 juillet 2007 : Onna ni Sachi Are
- 21 novembre 2007 : Mikan
- 16 avril 2008 : Resonant Blue
- 24 septembre 2008 : Pepper Keibu
- 18 février 2009 : Naichau Kamo
- 13 mai 2009 : Shōganai Yume Oibito
- 12 août 2009 : Nanchatte Renai
- 28 octobre 2009 : Kimagure Princess
- 10 février 2010 : Onna ga Medatte Naze Ikenai
- 9 juin 2010 : Seishun Collection
- 17 novembre 2010 : Onna to Otoko no Lullaby Game
- 6 avril 2011 : Maji Desu ka Suka!
- 18 mai 2011 : Only You
- 14 septembre 2011 : Kono Chikyū no Heiwa wo Honki de Negatterun da yo!
- 25 janvier 2012 : Pyoco Pyoco Ultra
- 11 avril 2012 : Renai Hunter
- 4 juillet 2012 : One, Two, Three / The Matenrō Show
- 10 octobre 2012 : Wakuteka Take a chance
- 23 janvier 2013 : Help me !!
- 17 avril 2013 : Brainstorming / Kimi Sae Ireba Nani mo Iranai
- 28 août 2013 : Wagamama Ki no Mama Ai no Joke / Ai no Gundan
- 29 janvier 2014 : Egao no Kimi wa Taiyou sa / Kimi no Kawari wa Iyashinai / What is Love?
- 16 avril 2014 : Toki o Koe Sora o Koe / Password is 0
- 15 octobre 2014 : Tiki Bun / Shabadabadō / Mikaeri Bijin

### Autres participations
Singles
- 18 septembre 2003 : Ai no Sono ~Touch My Heart!~ (avec Morning Musume Otome Gumi)
- 25 février 2004 : Yūjō ~Kokoro no Busu ni wa Naranee!~ (avec Morning Musume Otome Gumi)
- 26 novembre 2004 : Tensai! Let's Go Ayayamu (avec "Ayayamu with Eco Hams (Aya Matsuura with Eco Moni。)")
- 1er décembre 2004 : All for One & One for All! (avec H.P. All Stars)
- 27 octobre 2010 : Appare Kaiten Zushi! (avec Muten Musume)
- 22 juin 2011 : Ai wa Katsu (avec Ganbarou Nippon Ai wa Katsu Singers)
- 16 novembre 2011 : Busu ni Naranai Tetsugaku (avec Hello! Project Mobekimasu)

Autres chansons
- 15 février 2006 : Rainbow Pink (sur l'album Rainbow 7, par "Shige-pink & Koha-pink")
- 13 décembre 2006 : Wa~Merry Pin Xmas! (sur l'album 7.5 Fuyu Fuyu Morning Musume Mini!, par "Shige-pink & Koha-pink")
- 21 mars 2007 : Takara no Hako (sur l'album Sexy 8 Beat, par "Shige-pink & Koha-pink")
- 15 juillet 2009 : Only You (sur l'album Chanpuru 1 ~Happy Marriage Song Cover Shū~, avec Zoku V-u-den)

## Filmographie
Films
- 2003 : Hoshizuna no Shima, Watashi no Shima ~Island Dreamin'~ (星砂の島、私の島 ~アイランド・ドリーミン~)
- 2005 : Tatakae!! Cyborg Shibata San (闘え!! サイボーグしばた3)
- 2011 : Keitai Deka THE　MOVIE 3: Morning Musume Kyuushutsu Daisakusen! ~Pandora no Hako no Himitsu (ケータイ刑事　THE　MOVIE3　モーニング娘。救出大作戦！～パンドラの箱の秘密)

Dramas
- 2010 : Hanbun Esper (半分エスパー)
- 2012 : Sūgaku Joshi Gakuen (数学♥女子学園)

Internet
- 2005 : Dai 10 Kai Hello Pro Video Chat (第10回ハロプロビデオチャット)
- 2006 : Hello Pro Hour (ハロプロアワー) (4 épisodes)
- 2006 : Aozora Shower (青空シャワー)
- 2006 : Ojigi 30 Do (おじぎ30度) (Chii Ruruka)
- 2011 : Kare wa, Imouto no Koibito (彼は、妹の恋人)
- 2011 : Michishige Sayumi no "Mobekimasutte Nani??" (道重さゆみの『モベキマスってなに？？』)

## Divers

### Programmes TV
- 2003–2007 : Hello! Morning (ハロー! モーニング)
- 2003 : Soreyuke! Gorokkies (それゆけ!ゴロッキーズ)
- 2004 : Futarigoto (二人ゴト)
- 2007–2008 : Haromoni@ (ハロモニ@)
- 2008 : Berikyuu! (ベリキュー!)
- 2008–2009 : Yorosen! (よろセン!)
- 2009–2010 : Bijou Houdan (美女放談)
- 2010–2011 : Aimai na! (あいまいナ!)
- 2010–2011 : Bijo Gaku (美女学)
- 2011 : Zaki Kami! ~Zakiyama-san to Yukai na Nakamatachi~ (ザキ神っ！～ザキヤマさんとゆかいな仲間たち～)
- 2011–2012 : HELLOPRO! TIME (ハロプロ！ＴＩＭＥ)
- 2011 : Ikinari Ougon Densetsu (いきなり黄金伝説)

### DVD
- 18 juillet 2007 : 17 ~Love Hello! Michishige Sayumi DVD~(ラブハロ！道重さゆみDVD)
- 1er octobre 2008 : LOVE STORY
- 22 juillet 2009 : 20's time
- 28 avril 2010 : Sayu
- 31 mars 2011 : homey
- 19 novembre 2014 : ??

### Comédies musicales et théâtres
- 2006 : Ribbon no Kishi The Musical (リッボンの騎士ザ・ミュージカル) (Rue)
- 2008 : Cinderella The Musical (シンデレラ The ミュージカル) (Fairy)
- 2009 : Ojigi de Shape Up! (おじぎでシェイプアップ!) (Chii Ruruka)
- 2010 : Fashionable (ファッショナブル) (Morinari Anna)

### Radio
- 2006- : Konya mo Usa-chan Peace (今夜もうさちゃんピース)
- 2007- : Young Town (ヤングタウン)

### Photobooks
- 16 juillet 2003 - Hello Hello! Morning Musume 6ki Members (ハロハロ! モーニング娘。6期メンバー写真集?) (avec Eri Kamei et Reina Tanaka)
- 29 octobre 2004 - Michishige Sayumi (道重さゆみ?)
- 16 novembre 2005 - Angels (avec Rika Ishikawa?)
- 13 janvier 2007 - Doukei (憧憬?)
- 30 juin 2007 - 17 ~Love Hello! Michishige Sayumi Photobook~ (17～ラブハロ！道重さゆみ写真集～?)
- 9 décembre 2007 - Sousou (蒼蒼?)
- 25 septembre 2008 - LOVE LETTER
- 11 juillet 2009 - 20sai 7gatsu 13nichi (20歳7月13日?)
- 26 avril 2010 - La
- 27 octobre 2011 - Sayuminglandoll
- 12 novembre 2010 - Hello Hello! ~Memories~ (avec Eri Kamei et Reina Tanaka?)
- 27 janvier 2013 - Mille-Feuille (美ルフィーユ?)
- 27 octobre 2013 - Blue Rose
- 26 octobre 2014 - YOUR LOVE
- 13 juillet 2018 - DREAM

### Livre
- 13 juillet 2014 : Sayu
- 20 janvier 2015 : Morning Musume。14 Rensai Sayumin no ... Oshiete Kouhai!
- 25 février 2015 : Michishige Camera2～'14graduation～

### Concerts solo
- 2017 : SAYUMINGLANDOLL -Saisei- (SAYUMINGLANDOLL～再生～?)
- 2018 : SAYUMINGLANDOLL -Shukumei- (SAYUMINGLANDOLL～宿命～?)
- 2018 : SAYUMINGLANDOLL -Tokyo- (SAYUMINGLANDOLL~東京~?)